# Severino Silva
Severino Silva (Pirpirituba, 20 de agosto de 1958) es un fotógrafo brasileño.

## Carrera
Huérfano a los 8 años, llegó a Río de Janeiro. Con la madre, abuela y hermana a los 11 años. Comenzó a trabajar en el comercio aun adolescente, mientras sueña con ser fotógrafo profesional. A los 18 años consiguió trabajo como mensajero en el periódico O Globo. Aprendió a fotografiar y comenzó su carrera en los periódicos del barrio. Pasó por O Fluminense, Povo do Rio, A Notícia y O Dia.
Se especializó en fotos de crímenes, siendo apuntado por el periódico The Guardian cómo uno de los mejores de Brasil en la categoría. Ganó protagonismo internacional con una foto tomada en el Parque Fluminense, en el que los niños juegan al fútbol junto a una cabeza cortada. La imagen fue reeditada por la revista francesa Photo y provocó un debate sobre el papel de la prensa y los fotógrafos en la banalización de la violencia urbana.
Recibió los premios Tim Lopes, Vladimir Herzog y Líbero Badaró, entre otros.